# Núi Hōō
Núi Hōō (鳳凰山 Hōō-san) tọa lạc phía tây tỉnh Yamanashi, Nhật Bản. Vì núi có ba đỉnh núi, nó còn được gọi là Hōō Sanzan (鳳凰三山). Núi nằm trong vườn quốc gia Minami Alps là một trong 100 núi nổi tiếng Nhật Bản.